# Узбек-Абад
Узбек-Абад (кирг. Өзбек-Абад) — село в Сузакском районе Джалал-Абадской области Кыргызстана. Входит в состав Сайпидин-Атабековского айылного аймака.

## География
Село расположено в юго-восточной части области, к югу от реки Чангет, на расстоянии приблизительно 4 километров (по прямой) к юго-востоку от села Сузак, административного центра района. Абсолютная высота — 708 метров над уровнем моря.

## Население
Согласно оценочным данным Национального статистического комитета Кыргызской Республики, численность населения села на начало 2023 года составляла 724 человека.
| год     | 2009 | 2014 | 2015 | 2020 | 2021 | 2023 |
| ------- | ---- | ---- | ---- | ---- | ---- | ---- |
| человек | 485  | 546  | 564  | 668  | 687  | 724  |